# 우라토촌
우라토촌(浦戸村)은 1950년까지 미야기현 미야기군의 마쓰시마섬과 우라토 제도에 위치했던 촌이다. 현재의 시오가마시에 해당한다.

## 연혁
- 1889년 4월 1일 - 정촌제 시행과 함께  미야기군 우라토촌이 성립하였다.
- 1950년 4월 1일 - 시오가마시에 편입하였다.

## 참고 서적
- 『미야기현 정촌 합병지』(미야기현 지방과, 1958)